# San Jerónimo de Juárez
San Jerónimo de Juárez è un centro abitato del Messico nello stato di Guerrero, capoluogo del comune di Benito Juárez.